# Margarethe Herzog
Margarethe Herzog (* 18. Februar 1947 in Herten-Westerholt als Margarethe Stender) ist eine ehemalige deutsche Volleyballspielerin und -trainerin.

## Karriere
Margarethe Herzog spielte in den 1960er und 1970er Jahren Volleyball beim USC Münster. Hier wurde sie von 1973 bis 1976 viermal in Folge Deutscher Pokalsieger und gewann 1974 und 1977 die Deutsche Meisterschaft. 1972 nahm sie mit der bundesdeutschen Volleyball-Nationalmannschaft an den Olympischen Spielen in München teil und belegte dort den achten (und letzten) Platz. 1980 und 1981 führte sie als Trainerin die Bundesliga-Frauen des USC Münster zur Deutschen Meisterschaft.

## Privates
Margarethe Herzog wohnt mit ihrem Mann Karl in der Nähe von Emsdetten nördlich von Münster.